# A ló meghal a madarak kirepülnek
Kassák Lajos A ló meghal a madarak kirepülnek című verse 1922-ben jelent meg. A mű a magyar irodalmi avantgárd egyik legfontosabb költeménye. Méltó társa a Kassák által szeretett és általa magyarra átültetett Blaise Cendrars poémáknak.
A költeményt Bécsben adta ki a költő a 2×2 című folyóiratban, amelyet Németh Andorral indított, de több száma nem is jelent meg. Az irodalmi közvélemény észre se vette. 1926-ban Kassák megjelentette újra a Tisztaság könyve című kötetében. Alig vették észre. Komolyan elsőként Nemes Nagy Ágnes értékelte 1947-ben. 1967-ben önálló kötetként adta ki a Magyar Helikon.
A 20. századi magyar költészet egyik főműve.
Így kezdődik:
Az idő nyeritett akkor azaz papagályosan kinyitotta a
szárnyait mondom széttárt vörös kapu
és így fejeződik be:
én KASSÁK LAJOS vagyok
s fejünk fölött elröpül a nikkel szamovár.